# Twierdzenie Banacha-Steinhausa
Twierdzenie Banacha-Steinhausa (zasada jednostajnej ograniczoności) – twierdzenie analizy funkcjonalnej mówiące, w swym klasycznym sformułowaniu, że granica punktowa ciągu operatorów liniowych i jednakowo ciągłych między przestrzeniami Banacha jest ciągłym operatorem liniowym. Twierdzenie Banacha-Steinhausa można sformułować ogólniej, aby uwypuklić istotność założeń wersji klasycznej.
Pierwszy dowód twierdzenia przedstawili w 1927 roku Stefan Banach i Hugo Steinhaus.

## Jednakowa ciągłość
Dalej {\displaystyle X} i {\displaystyle Y} oznaczać będą ustalone przestrzenie liniowo-topologiczne. Rodzinę {\displaystyle {\mathcal {L}}} przekształceń liniowych przestrzeni {\displaystyle X} w przestrzeń {\displaystyle Y} nazywa się jednakowo ciągłą, gdy dla każdego otoczenia zera {\displaystyle W\subseteq Y} istnieje takie otoczenie zera {\displaystyle U\subseteq X,} że
{\displaystyle \Lambda (U)\subseteq W}
dla każdego {\displaystyle \Lambda \in {\mathcal {L}}.} W przypadku gdy {\displaystyle X} i {\displaystyle Y} są przestrzeniami unormowanymi, to rodzina {\displaystyle {\mathcal {L}}} jest jednakowo ciągła wtedy i tylko wtedy, gdy
{\displaystyle (\exists M>0)(\forall \Lambda \in {\mathcal {L}})(\|\Lambda \|\leqslant M).}

## Twierdzenie Banacha-Steinhausa
Niech {\displaystyle {\mathcal {L}}} będzie rodziną przekształceń liniowych przestrzeni {\displaystyle X} w przestrzeń {\displaystyle Y.} Jeżeli zbiór
{\displaystyle F=\{x\in X\colon {\mbox{zbiór }}\{\Lambda x\colon \Lambda \in {\mathcal {L}}\}{\mbox{ jest ograniczony}}\}}
jest podzbiorem drugiej kategorii przestrzeni {\displaystyle X,} to {\displaystyle {\mathcal {L}}} jest rodziną jednakowo ciągłą oraz zbiór {\displaystyle F} jest całą przestrzenią.

## Wnioski
- Twierdzenie Baire’a mówi, że przestrzenie metryczne zupełne są (w sobie) drugiej kategorii. Używając twierdzenia Baire’a, można udowodnić, że jeżeli {\displaystyle X} jest F-przestrzenią oraz dla każdego punktu {\displaystyle x} przestrzeni {\displaystyle X} zbiór {\displaystyle \{\Lambda x\colon \Lambda \in {\mathcal {L}}\}} jest ograniczony, to {\displaystyle {\mathcal {L}}} jest rodziną jednakowo ciągłą.
- Jeżeli {\displaystyle X} jest F-przestrzenią oraz {\displaystyle \{\Lambda _{n}\colon n\in \mathbb {N} \}} jest ciągiem operatorów liniowych i jednakowo ciągłych określonych na przestrzeni {\displaystyle X} i o wartościach w przestrzeni {\displaystyle Y,} który jest punktowo zbieżny do przekształcenia {\displaystyle \Lambda ,} to przekształcenie {\displaystyle \Lambda \colon X\to Y} jest operatorem liniowym i ciągłym.
- Twierdzenia Banacha-Steinhausa używa się do dowodu faktu, że każdy słabo ograniczony podzbiór przestrzeni liniowo-topologicznej lokalnie wypukłej jest ograniczony (tzn. ograniczony w sensie wyjściowej topologii przestrzeni).